# Trässbergs församling
Trässbergs församling var en församling i Skara stift och i Lidköpings kommun. Församlingen uppgick 2006 i Sävare församling. 

## Administrativ historik
Församlingen har medeltida ursprung. Församlingen införlivade efter 1546 Rycka församling.
Församlingen var till 1989 annexförsamling i pastoratet Saleby, Trässberg och Härjevad som före 1550 även omfattade Lanna och Rycka församlingar. Från 1989 till 2006 var den annexförsamling i pastoratet Sävare, Hasslösa, Lindärva, Norra Härene, Hovby, Saleby, Trässberg och Härjevad. Församlingen uppgick 2006 i Sävare församling.

## Kyrkor
- Trässbergs kyrka